# Гирко, Виктор Ильич
Виктор Ильич Гирко (бел. Віктар Ільіч Гірко; 26 апреля 1948) — советский футболист, защитник, белорусский тренер.
Играл на любительском уровне нападающим за хоккейное «Динамо» Минск, чемпион БССР 1967/68. В составе сборной Белорусской ССР играл на зимней Спартакиаде народов СССР 1966 года.
С 1966 года — в составе футбольного «Динамо» Минск. В 1967—1973 годах в высшей лиге провёл 141 игру, забил два гола, в 1974—1975 годах в первой лиге сыграл 27 матчей. Карьеру в командах мастеров завершил в казахстанской команде второй лиги «Горняк» Никольский (1977—1978). Выступал за команду КФК «Спутник» Минск (1977, 1979—1991). В чемпионате Белоруссии в 1992 году был играющим тренером клуба «Строитель» Старые Дороги, в 1993 году — главный тренер команды. Потом работал в командах «Динамо», «Динамо-Юни», дублирующем составе «Дариды», футбольной школе БФСО «Динамо». В 2012 году перенёс инфаркт, вышел на пенсию.